# Bariumcyanid
Bariumcyanid ist eine anorganische chemische Verbindung und das Bariumsalz der Cyanwasserstoffsäure (Blausäure).

## Herstellung
Bariumcyanid kann durch Einleiten von Cyanwasserstoff in Barytwasser hergestellt werden.
{\displaystyle \mathrm {Ba(OH)_{2}+2\ HCN\longrightarrow Ba(CN)_{2}\ +2\ H_{2}O} }
Es kann auch durch Glühen von Bariumhydroxid und Kohle an der Luft oder im Stickstoffstrom hergestellt werden.
{\displaystyle \mathrm {Ba(OH)_{2}+3\ C+N_{2}\longrightarrow Ba(CN)_{2}\ +H_{2}O+CO} }

## Eigenschaften
Bariumcyanid ist eine hygroskopische Verbindung und kristallisiert als Dihydrat Ba(CN)2 · 2 H2O in Form von prismatischen Kristallen, die bei 100 °C ihr Kristallwasser abgeben. Beim Erhitzen von Ba(CN)2 im Wasserdampfstrom entsteht Bariumhydroxid Ba(OH)2 unter Austreibung von Ammoniak NH3 und Kohlenstoffmonoxid CO.
{\displaystyle \mathrm {Ba(CN)_{2}+4\ H_{2}O\longrightarrow Ba(OH)_{2}+2\ NH_{3}+2\ CO} }
Durch Erhitzen mit Magnesiumpulver unter Luftabschluss entsteht Bariumcarbid.
Die Verbindung ist wärmeempfindlich. Sie entwickelt mit Säure hochgiftigen Cyanwasserstoff und zersetzt sich an feuchter Luft unter Freisetzung von Cyanwasserstoff. Unter Abschluss von Luft, Kohlendioxid und Feuchtigkeit ist sie stabil. Ihre wässrige Lösung reagiert alkalisch.

## Verwendung
Verwendet wird Bariumcyanid in der Galvanotechnik und in der Metallurgie.